# Hümmlinger Volksbank
Die Hümmlinger Volksbank eG ist eine deutsche Genossenschaftsbank mit Sitz in der niedersächsischen Stadt Werlte im Landkreis Emsland.

## Geschichte
Die Bank führt ihre Anfänge auf die Spar- und Darlehenskasse Werlte zurück, die am 23. Juni 1893 gegründet wurde. Im Jahr 1973 erfolgte die Namensänderung in Volksbank eG Werlte.  Im Zuge der Fusion der dann als Volksbank Werlte eG firmierenden Bank mit der Raiffeisenbank Vrees – Rastdorf eG mit dem Sitz in Vrees im Jahr 1996 wurde der Name auf Hümmlinger Volksbank eG geändert.
Die Raiffeisenbank Vrees – Rastdorf eG entstand im Jahr 1989 durch die Fusion der Raiffeisenkasse Vrees eG mit der Raiffeisenbank Rastdorf eG mit dem Sitz in Rastdorf.

## Rechtsverhältnisse
Die Hümmlinger Volksbank eG ist im Genossenschaftsregister beim Amtsgericht Osnabrück unter GnR 120010 eingetragen.

## Organisationsstruktur
Rechtsgrundlagen sind das Genossenschaftsgesetz und die durch die Generalversammlung beschlossene Satzung. Organe der Bank sind der Vorstand, der Aufsichtsrat und die Generalversammlung.

## Sicherungseinrichtung
Die Hümmlinger Volksbank eG ist der amtlich anerkannten Sicherungseinrichtung des Bundesverbandes der Deutschen Volksbanken und Raiffeisenbanken GmbH und der zusätzlichen freiwilligen Sicherungseinrichtung des Bundesverbandes der Deutschen Volksbanken und Raiffeisenbanken e.V. angeschlossen.

## Geschäftsausrichtung
Die Hümmlinger Volksbank eG betreibt das Universalbankgeschäft. Im Verbundgeschäft arbeitet sie mit der DZ Bank, R+V Versicherung, Bausparkasse Schwäbisch Hall, Teambank, VR Leasing, DZ Hyp und der Union Investment zusammen.

## Stiftungen
Im Jahre 2012 hat die Bank die Hümmlinger Volksbank Stiftung sowie die Bürgerstiftung Werlte, Bürgerstiftung Vrees und Bürgerstiftung Rastdorf ins Leben gerufen.

## Geschäftsgebiet
Das Geschäftsgebiet liegt im Nordosten des Landkreises Emsland.
An diesen Orten betreibt die Bank Filialen:
- Werlte (Hauptstelle, jur. Sitz)
- Vrees (Geschäftsstelle)
- Rastdorf (Geschäftsstelle)